# Redentora

Redentora. Ubicación.

Redentora es un municipio brasileño del estado de Rio Grande do Sul.
Se encuentra ubicado a una latitud de 27º39'52" Sur y una longitud de 53º38'16" Oeste, estando a una altitud de 545 metros sobre el nivel del mar. Su población estimada para el año 2004 era de 8.677 habitantes.
Ocupa una superficie de 310,38 km².
- Datos: Q1786499
- Multimedia: Redentora / Q1786499